# Альбрехт Франц Австрийский
Альбрехт Франц-Йозеф Карл Фридрих Георг Губерт Мария, эрцгерцог Австрийcкий, королевский принц Венгерский и Богемский, герцог Тешинский (нем.  Erzherzog Albrecht Franz Josef Karl Friedrich Georg Hubert Maria von Österreich, Herzog von Teschen; 24 июля 1897, Вена — 23 июля 1955, Буэнос-Айрес) — представитель династии Габсбургов, последний титулярный герцог Тешинский (1936—1955). Претендент на королевский престол Венгрии.

## Биография

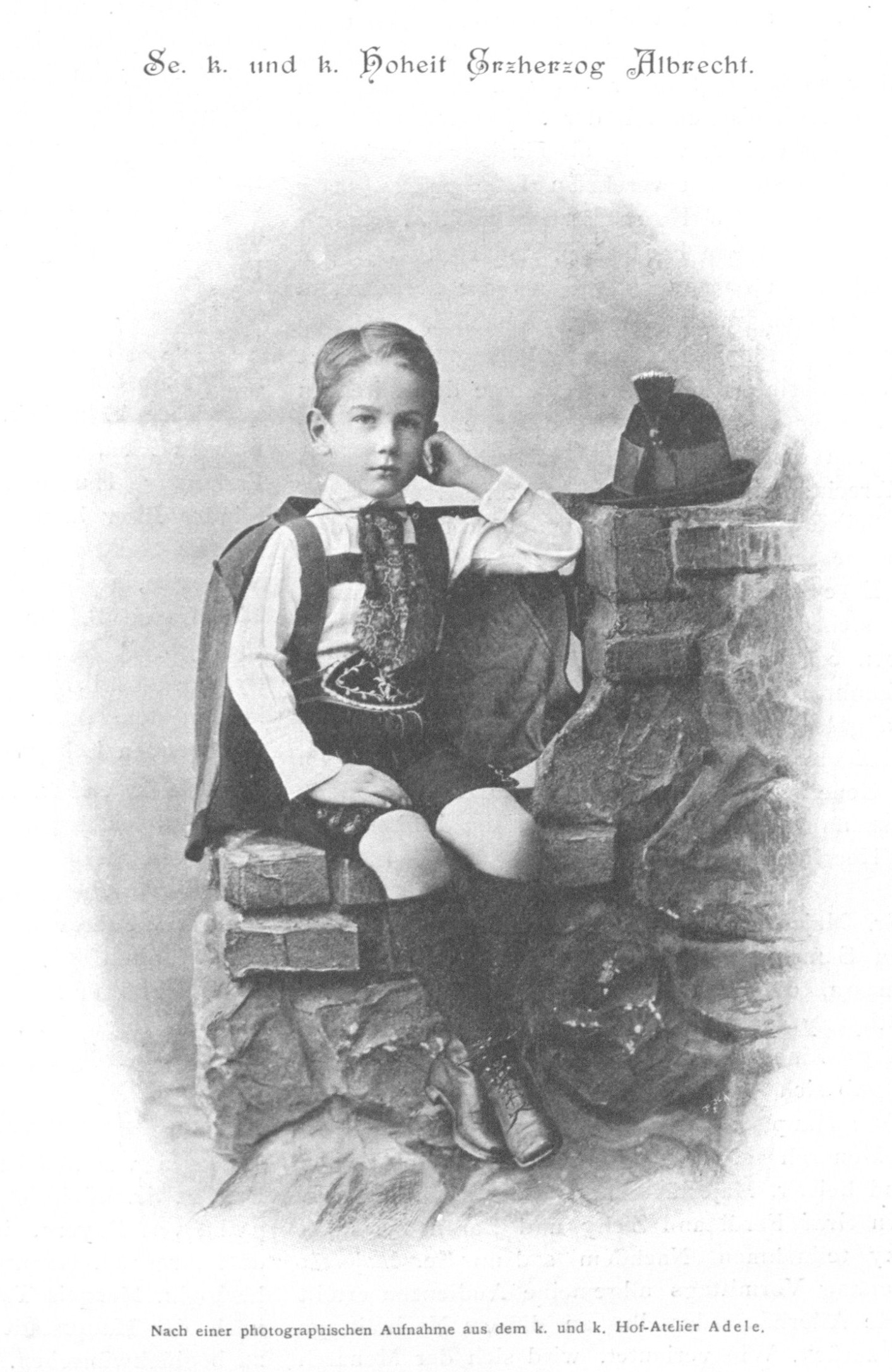
Эрцгерцог Альбрехт Австрийский в детстве, 1903 год

Эрцгерцог Альбрехт Франц родился в Вене, столице Австро-Венгрии. Единственный сын эрцгерцога Фридриха Австрийского, герцога Тешинского (1856—1936) и принцессы Изабеллы фон Круа (1856—1931). Внук эрцгерцога Карла Фердинанда Австрийского (1818—1874) и эрцгерцогини Елизаветы Франциски Австрийской (1831—1903). Изабелла фон Круа была второй дочерью герцога Рудольфа фон Круа (1823—1902) и принцессы Натали де Линь (1835—1863).
Учился в Братиславе. Во время Первой мировой войны он прошел ускоренное военное обучение. В 1916 году в чине лейтенанта был призван на действительную военную службу. Он принимал участие во многих сражениях, в том числе на итальянском фронте.

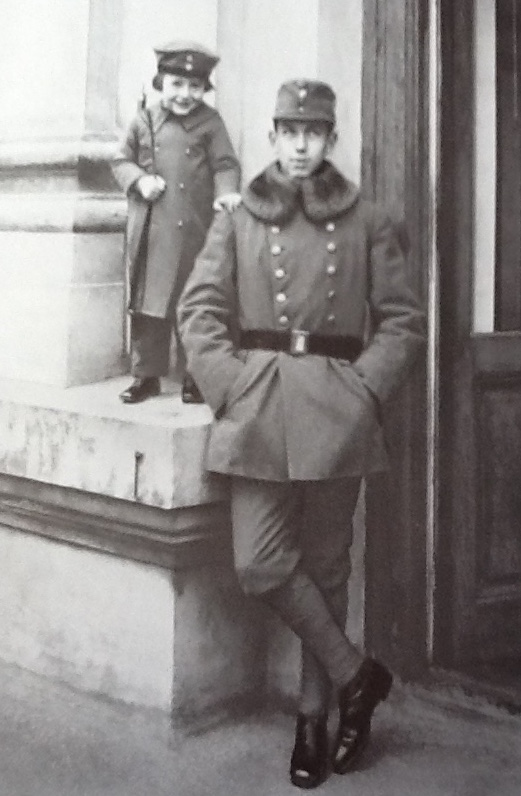
Эрцгерцог Альбехт Франц Австрийский, Вена, 1917—1918 годы

После окончания Первой мировой войны и распада Австро-Венгрии Тешинское герцогство в Силезии оказалось разделено между Польшей и Чехословакией. Эрцгерцог Альбрехт Франц вместе с родителями и сестрами поселился в Венгрии. В 1922 году он окончил экономический университет. Эрцгерцог Фридрих Австрийский, отец Альбрехта, стремился посадить своего сына на венгерском престоле.
Эрцгерцог Альбрехт Франц Австрийский пользовался значительной поддержкой роялистов и консерваторов. В 1930 году после своего первого брака с Ирен Лельбах он отказался от своих прав на венгерскую корону. В 1936 году после смерти своего отца Альбрехт Франц стал номинальным герцогом Тешинским.
Эрцгерцог Альбрехт Франц Австрийский был официально признан в качестве принца Венгерского адмиралом Миклошем Хорти. Поддерживал, в том числе и финансово, партию скрещённых стрел, также был тайным сотрудником Главного управления имперской безопасности. Эрцгерцог был ответственным за помощь в побеге лицам, ответственным за массовые убийства сербов и евреев в Нови-Саде. После войны Альбрехт Франц был признан коммунистическими властями Венгрии виновным в совершении военных преступлений. Он скрывался в Южной и Центральной Америке (в частности, в Аргентине, Доминиканской республике и Парагвае) под именем графа Сирина.

## Семья
Альбрехт Франц был трижды женат морганатическими браками. 16 августа 1930 года он женился первым браком в Брайтоне (Великобритания) на Ирен Доре Лельбах (22 декабря 1897 — 1 декабря 1985), дочери Иоганна Лельбаха и Илмы Скултет. Супруги не имели детей и развелись 1 июня 1937 года.
7 мая 1938 года в Будапеште вторично женился на Юлиане Каталине Бочкаи де Фелсе-Банья (1 ноября 1909 — 1 октября 2000), дочери Белы Бочкаи де Фелсе-Банья. Супруги имели двух дочерей. Брак был неудачным, в 1940 году молодая жена даже пыталась застрелить своего мужа. Супруги развелись в 1951 году. Дочери от морганатического брака не могли наследовать отцовский титул. Отто фон Габсбург, глава Габсбург-Лотарингского дома, пожаловал дочерям Альбрехта Франца неофициальный титул графинь фон Габсбург.
- Шарлотта Изабелла Кристина Мария Эстер Каталина Пиа, графиня фон Габсбург (род. 3 марта 1940, Будапешт), замужем с 1967 года за Фердинандом Иосифом Вутлохолен (род. 9 февраля 1927). Четверо детей
- Ильдико Каталина Изабелла Генриетта Алиса Мария, графиня фон Габсбург (род. 19 февраля 1942, Будапешт), 1-й муж с 1963 года Джозефом Дж. Кэледжеем (род. 31 октября 1939), в разводе с 1978 года. 2-й муж с 1982 года — Терри Д. Фортиер (11 февраля 1939 — 12 января 2003). От первого брака — четверо детей, от второго брака — один сын.

8 марта 1951 года в Буэнос-Айресе третьим браком женился на своей давней любовнице Джорджине Лидии Штраус-Дорнер (22 октября 1930 — 12 февраля 1998), дочери Белы Дорнер. Супруги имели сына:
- Граф Стефан Рудольф фон Габсбург (14 апреля 1951, Асунсьон, Парагвай — 4 июля 1992, Буэнос-Айрес, Аргентина). 16 сентября 1975 года женился на Наталии Марии Радзивилл (род. 13 июля 1945, Рио-де-Жанейро). Супруги имели двух сыновей:
  - Макс Алекс Франц Стефан Иосиф Карл фон Габсбург-Лотринген (род. 18 сентября 1974)
  - Антон Карл Людвиг фон Габсбург-Лотринген (род. 28 августа 1976).

57-летний эрцгерцог Альбрехт Габсбург, последний титулярный герцог Тешинский, скончался 23 июля 1955 года в Буэнос-Айресе во время неудачной операции по удалению язвы. Его останки были кремированы и захоронены в приходской церкви Хальбтурна в земле Бургенланд (Австрия).